# ناتالي أوغسبورغ
ناتالي أوغسبورغ (بالألمانية: Natalie Augsburg) مواليد 15 نوفمبر 1983 في بولندا، هي لاعبة كرة يد ألمانية تلعب كجناح أيسر. مثلت منتخب ألمانيا لكرة اليد للسيدات.

## سجل المنافسة
شاركت في البطولات التالية:
- بطولة العالم لكرة اليد للسيدات 2011
- بطولة العالم لكرة اليد للسيدات 2013
- بطولة أوروبا لكرة اليد للسيدات 2012

## روابط خارجية
- ناتالي أوغسبورغ على موقع الاتحاد الأوروبي لكرة اليد (الإنجليزية)